# Blessthefall
Blessthefall är ett amerikanskt hardcore-band från Phoenix, Arizona. Bandet grundades 2003 av gitarristen Mike Frisby, trummisen Matt Traynor, och basisten Jared Warth. Deras detutalbum His Last Walk släpptes den 10 april 2007. I slutet av 2007 lämnade sångaren Craig Mabbitt bandet för att tillbringa mer tid med sin dotter. Den 26 september 2008 gick nuvarande sångaren Beau Bokan med i Blessthefall. Den förra sångaren, Craig Mabbitt, har i stället anslutit sig till post-hardcore-bandet Escape the Fate. Blessthefall släppte sitt andra album den 6 oktober 2009 som hette "Witness". Deras tredje album, Awakening, släpptes den 4 oktober 2011.

## Diskografi
Album
- His Last Walk (2007)
- Witness (2009)
- Awakening (2011)

Singlar
- I Wouldn't Quit If Everyone Quit (2008)

## Nuvarande medlemmar
- Beau Bokan - Sång, (2008–nuvarande)
- Eric Lambert - Gitarr (2005–nuvarande)
- Jared Warth - Bas (2004–nuvarande)
- Matt Traynor - Trummor (2004–nuvarande)
- Elliott Gruenberg - Gitarr (2011-nuvarande)

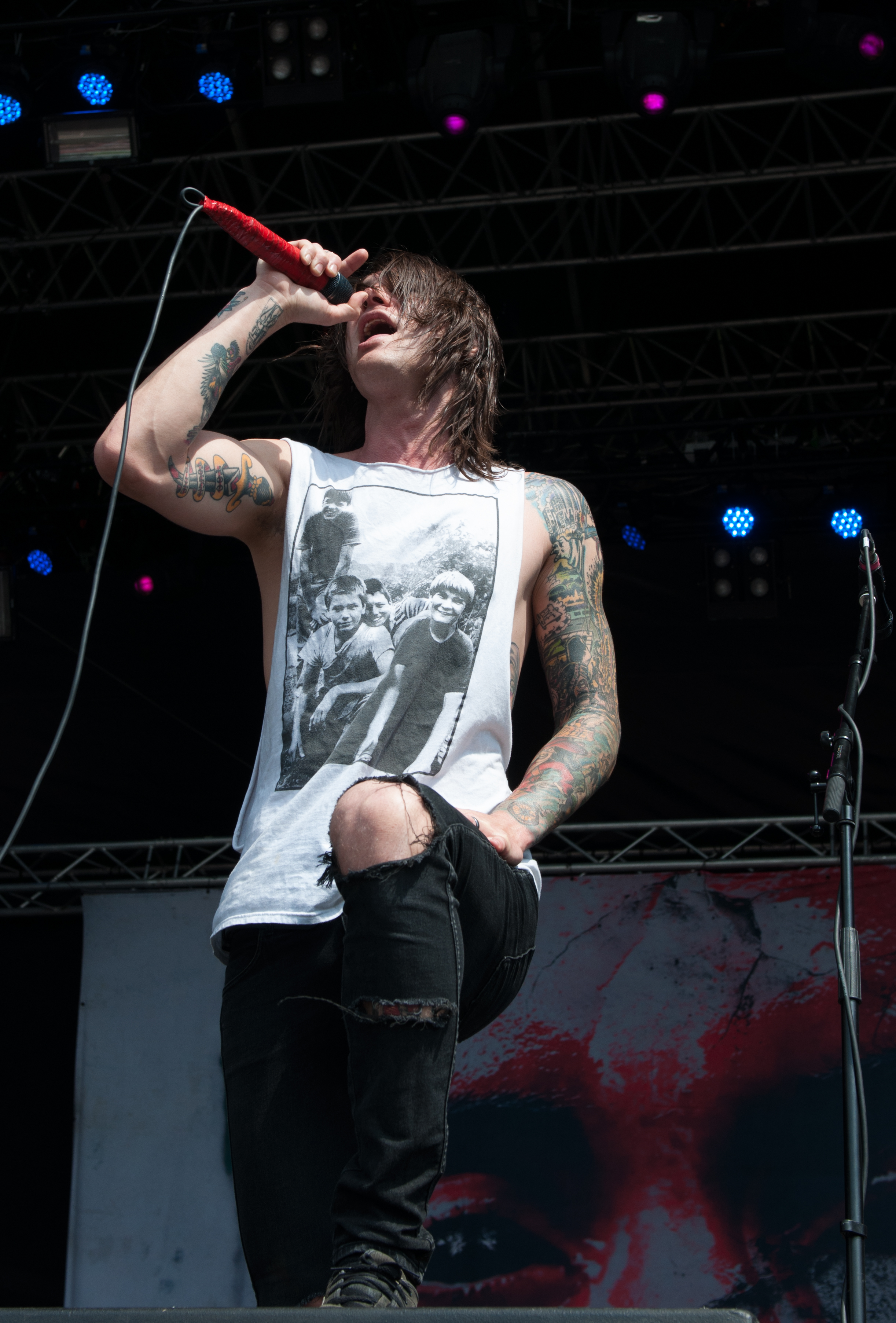
Beau Bokan, 2014.
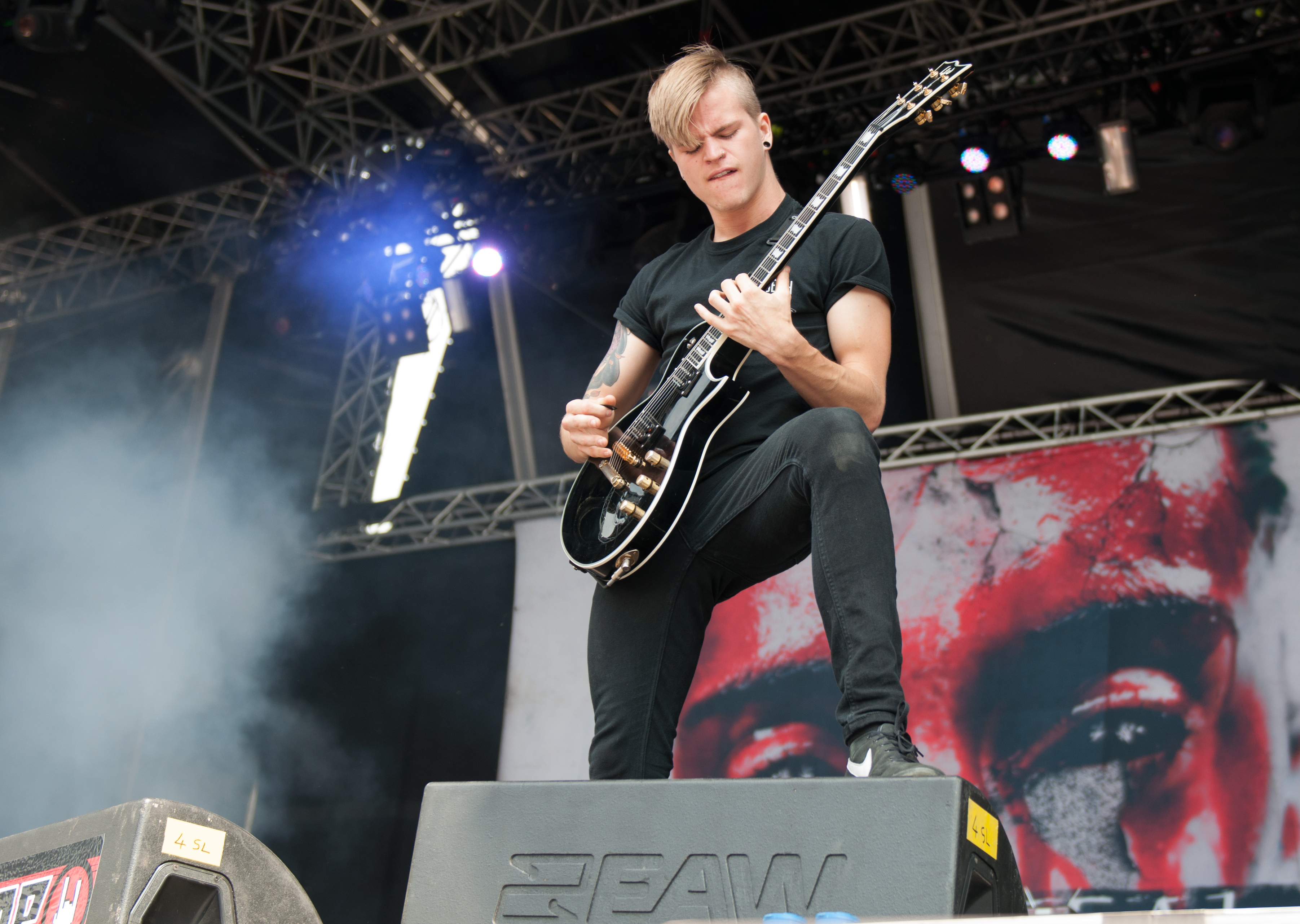
Elliott Gruenberg, 2014.
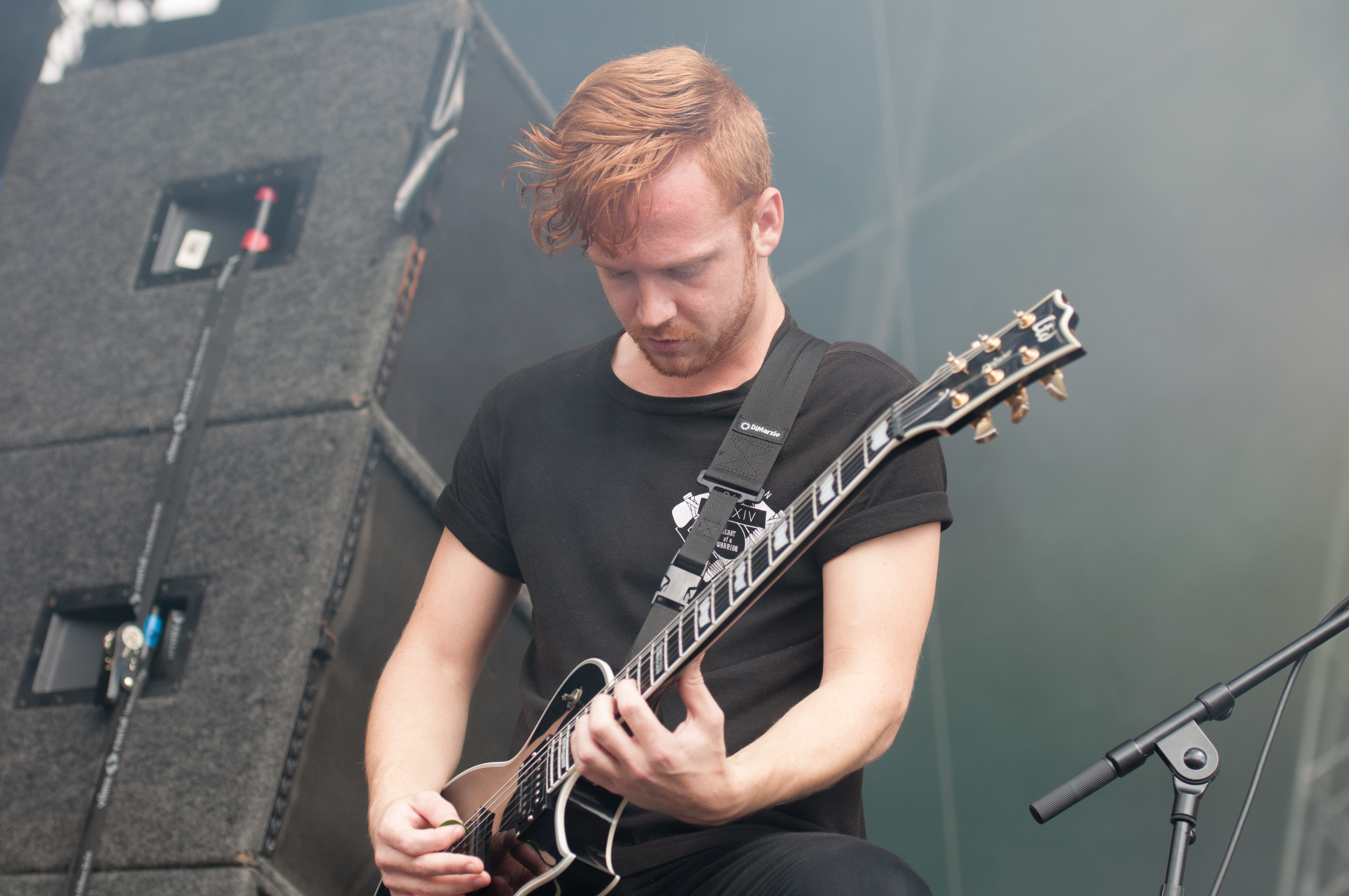
Eric Lambert, 2014.
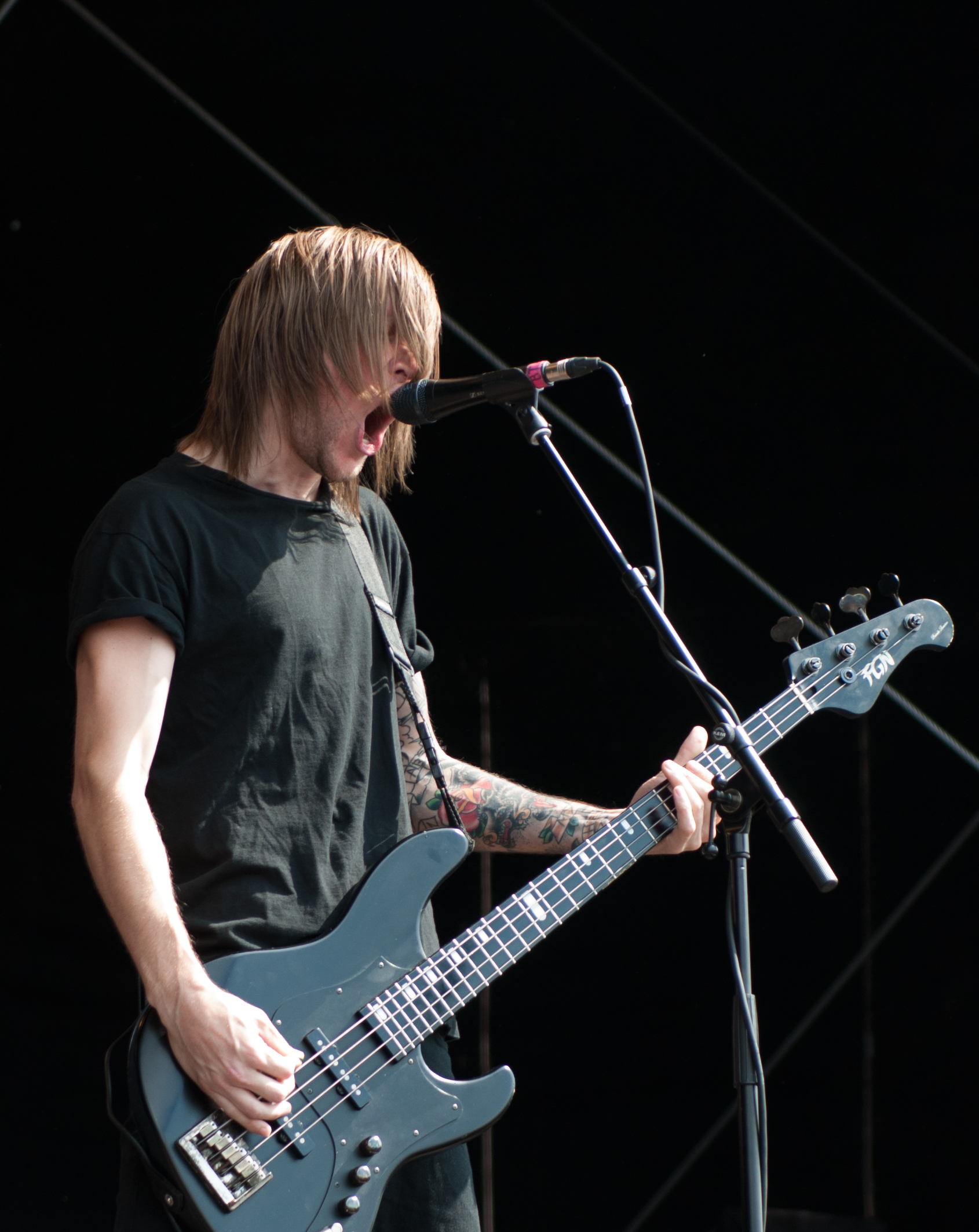
Jared Warth, 2014.

## Tidigare medlemmar
- Craig Mabbitt - Sång (2004–2007)
- Miles Bergsma - Gitarr (2004–2005)
- Mike Frisby - Gitarr (2004–2011)